# Castanopsis remotidenticulata
Castanopsis remotidenticulata är en bokväxtart som beskrevs av Hu Hsien-Hsu. Castanopsis remotidenticulata ingår i släktet Castanopsis och familjen bokväxter. Inga underarter finns listade.